# Phanomorpha orthogramma
Phanomorpha orthogramma là một loài bướm đêm trong họ Crambidae.